# Birkehøj
Das im Jahr 1909 geplünderte Ganggrab Birkehøj am Odden- und Troldhøjvej bei Nyrup im Odsherred auf der dänischen Insel Seeland ist neben dem Doppel-Ganggrab Drysagerdys (13,2 + 11,8 m), und den Anlagen Listrup (mind. 13 m) auf Falster, Græse (12,5 m) auf Seeland und Kong Svends Høj (12,3 m) auf Lolland, Gundestrup 2 (12,0 m) Rævehøj von Vester Egesborg (11,5) m sowie Jordehøj, Kong Asger Høj auf Møn und Mårhøj auf Fünen (je 10 m) eine der größten Megalithanlagen des Landes. Ganggräber entstanden zwischen 3500 und 2800 v. Chr. als Megalithanlagen der Trichterbecherkultur (TBK). Das Ganggrab ist eine Bauform jungsteinzeitlicher Megalithanlagen, die aus einer Kammer und einem baulich abgesetzten, lateralen Gang besteht. Diese Form ist primär in Dänemark, Deutschland und Skandinavien, sowie vereinzelt in Frankreich und den Niederlanden zu finden. 

Birkehøj
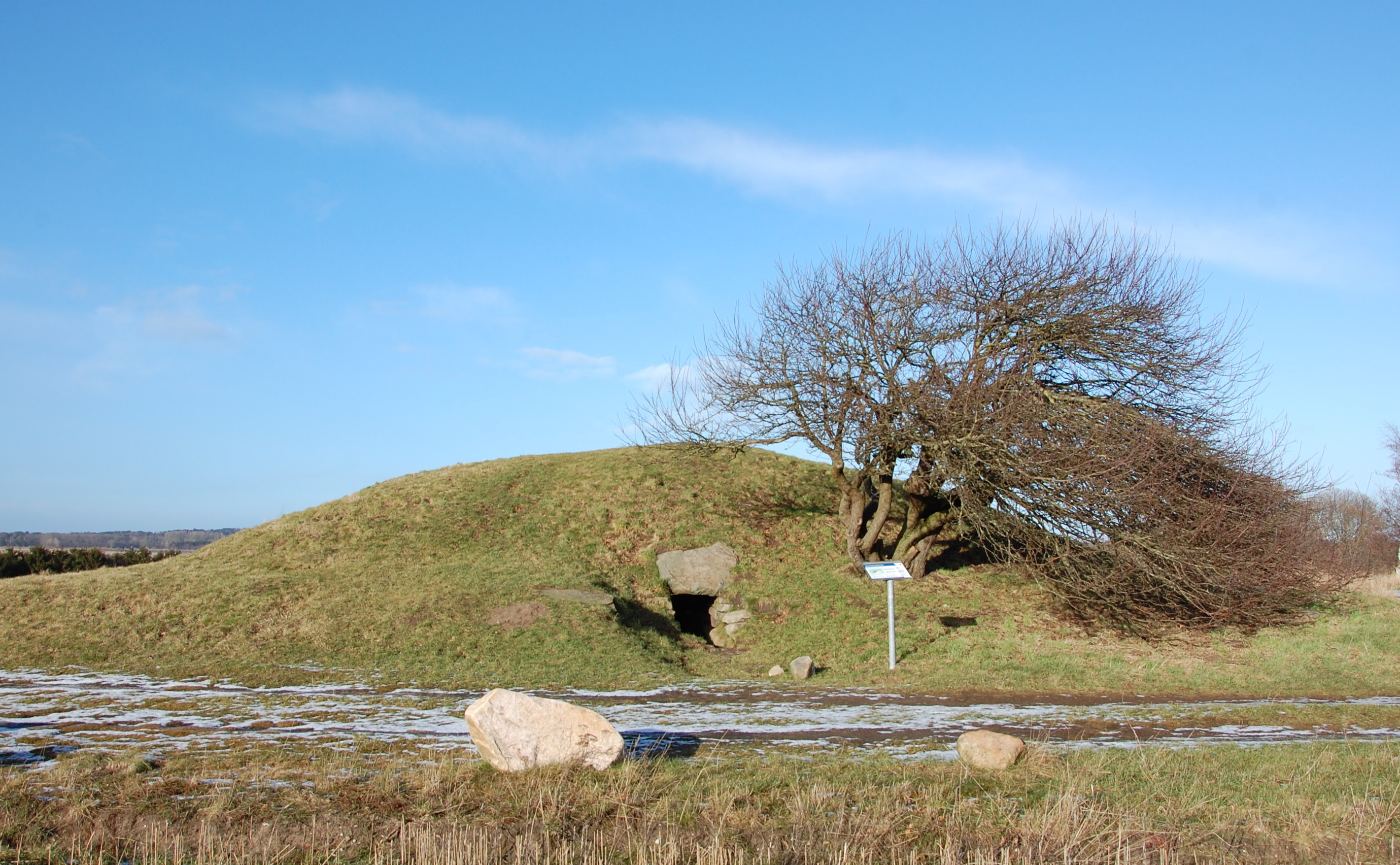
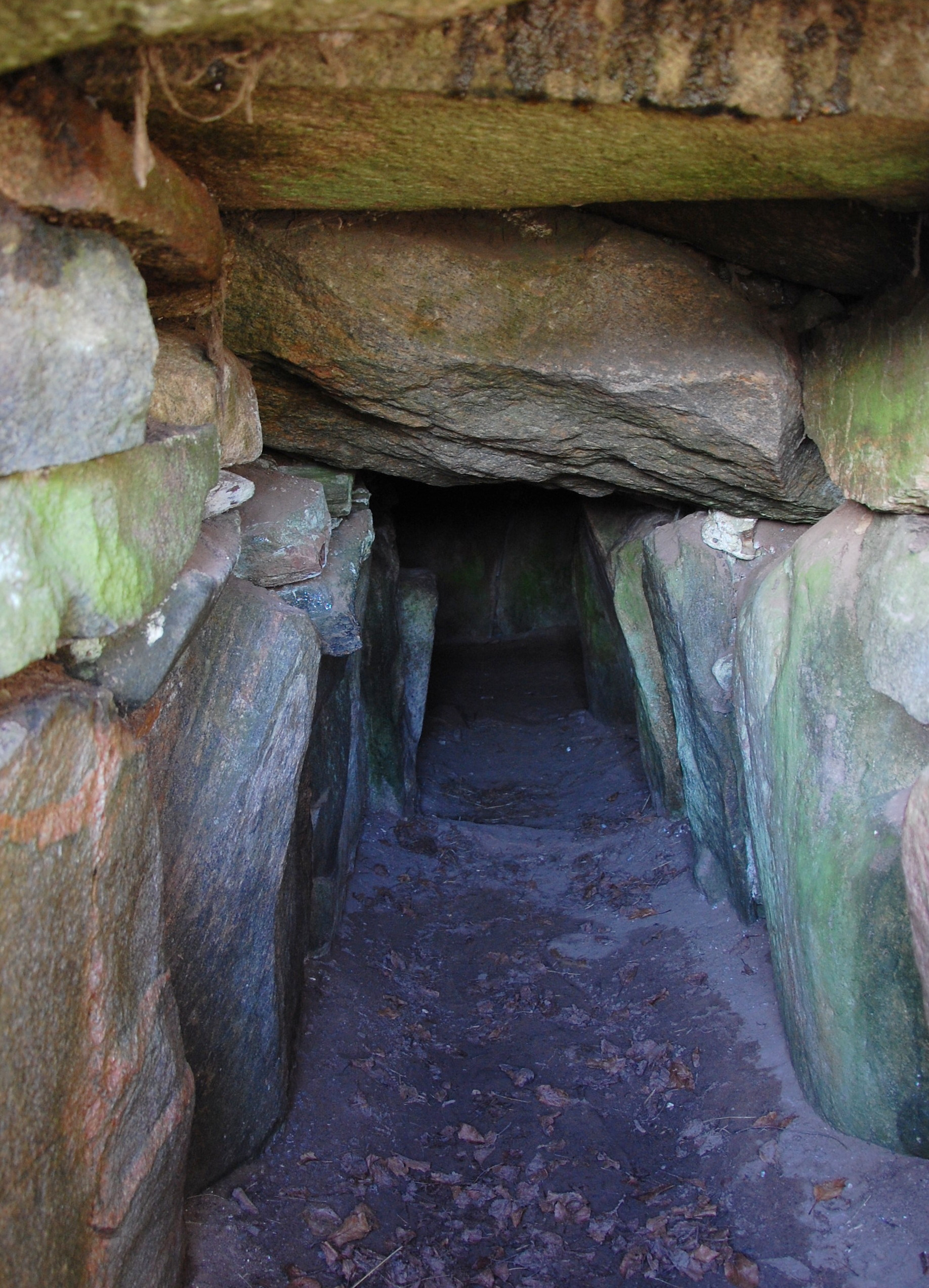
Gang
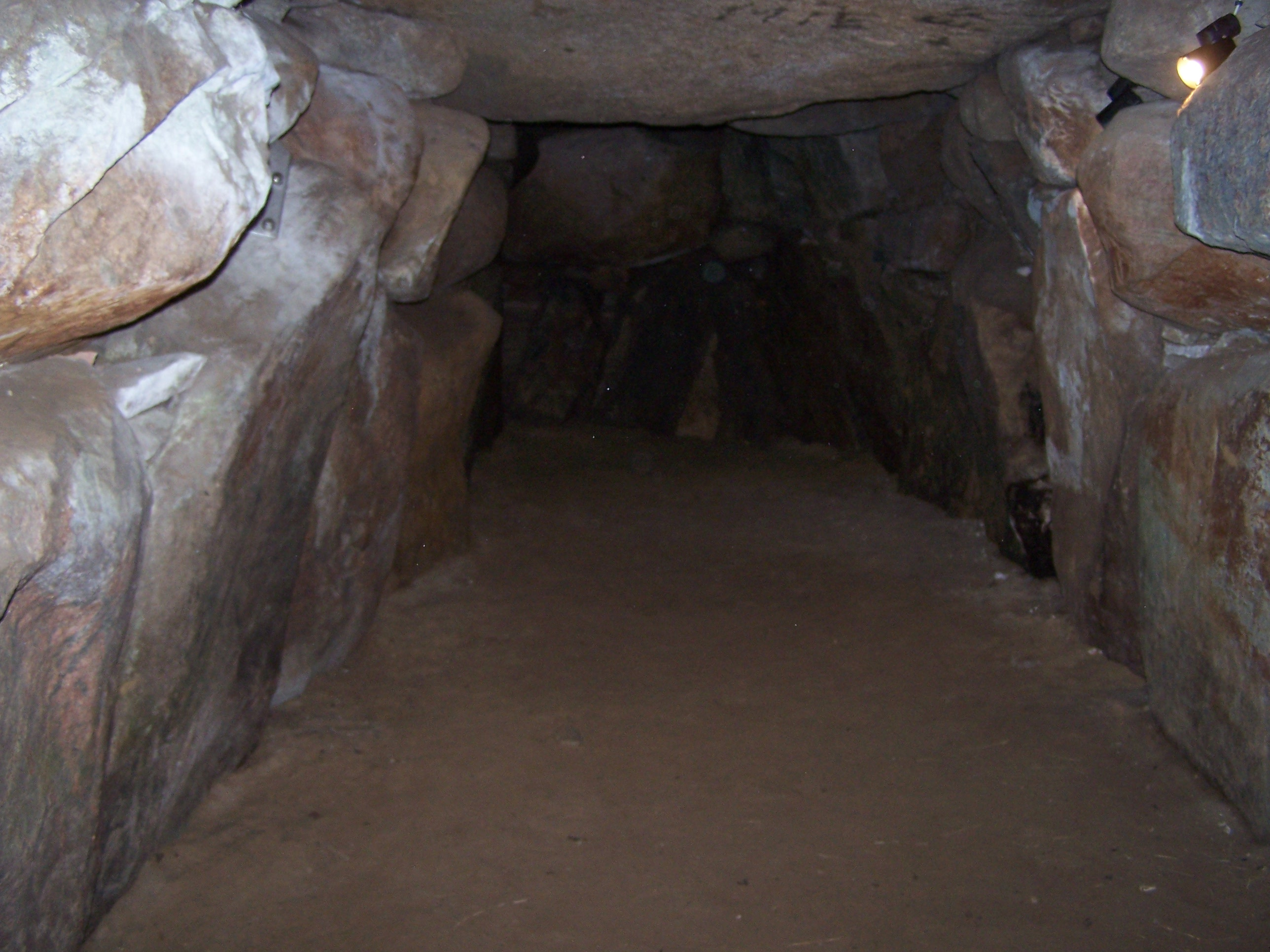
Birkehøj innen – einwärts geneigte Wand mit Überliegern
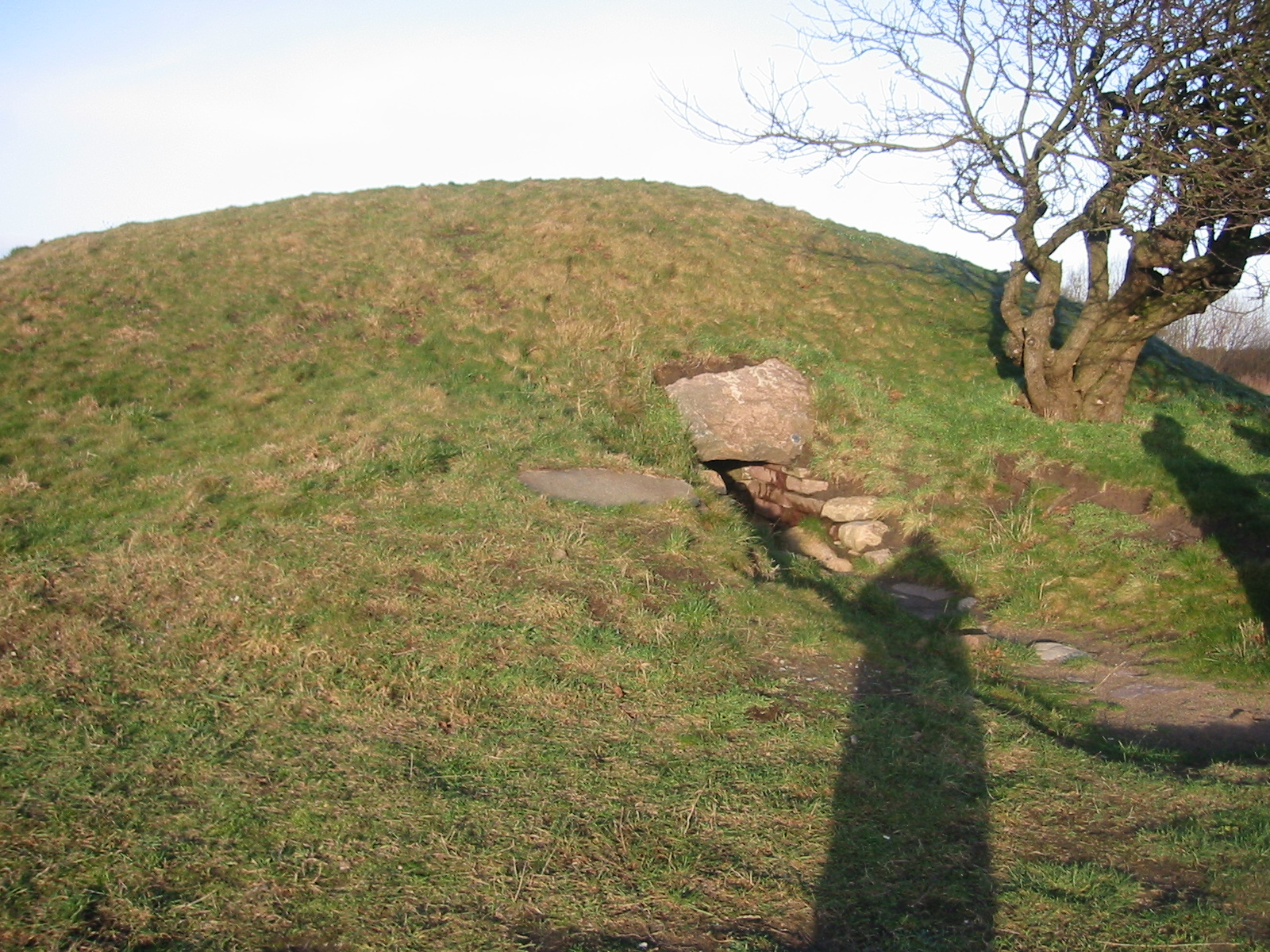

## Beschreibung
Die Kammer ist zwar nicht der längste, höchste oder breiteste, aber vermutlich die mit dem größten umbauten Raum. Das Ganggrab wurde in den Jahren 2002–2003  umfangreich restauriert. Der Birkehøj ist ein runder Hügel von etwa 30,0 m Durchmesser und 2,0 m Höhe. Die Kammer ist mehr als 11 Meter lang, 2,0 Meter breit und hoch. Zwischen den 24 einwärts geneigten Trag- und den acht Deckensteinen sind Lagen großer und kleiner Steine als sogenannte Überlieger eingefügt, die die Kammerhöhe vergrößern. Der Gang ist etwa 1,2 m hoch und 70 cm breit. Er hat acht Randsteinpaare und sechs Decksteine. Das Zwischenmauerwerk zwischen den Tragsteinen in Kammer und Gang besteht aus flachen Steinplatten. 
Vom Ganggrab ist eine große Anzahl archäologischer Funde bekannt. Äxte, Klingen, Meißel und Pfeilspitzen aus Feuerstein, Bernsteinperlen, fünf zerscherbte Tontöpfe und ein kleiner Bronzering zeigen, dass das Ganggrab etwa 1500 Jahre lang, bis in die Bronzezeit, genutzt wurde.